# 샹위 철로
샹위 철로(중국어: 襄渝铁路)는 중국의 후베이성(湖北省) 샹양시(襄阳市)에서 충칭시(重庆市)까지 잇는 철도 노선이다. 전구간 899 km, 설계 최대속도 160 km/h이며, 전구간 복선전철화가 되어있다.

## 구노선

### 개요
총연장은 916km이다. 샹양 역에서 서쪽으로 자오류 철로로 이어지고, 샹양 북역와 라오허커우 동역에서 한단 철로로 이어진다. 전 구간은 동쪽의 후베이성 샹양시에서 시작되어, 스옌시, 산시성 안캉시, 쓰촨성 다저우시와 광안시를 거쳐, 충칭시에 이른다.

### 건설 역사
- 1968년 4월 : 건설 개시
- 1975년 11월 : 임시 운영
- 1979년 12월 : 노선 전구간 건설 완료
- 1980년 10월 : 샹판(襄樊)-안캉(安康) 구간 전철화
- 1983년 12월 : 안캉(安康)-다저우(达州) 구간 전철화
- 1998년 12월 : 전구간 전철화
- 2009년 6월 27일 : 샹판(襄樊)-안캉(安康) 구간 복선화 완료
- 2009년 10월 31일 : 전구간 복선화

## 2선

### 개요
샹위 철로 2선은 제11차 국민 경제·사회 발전 5개년 계획의 중점 사업이자, 서부대개발 10가지 중점사업중 하나로, 국가 “팔종팔횡(八纵八横)” 핵심 노선중 하나다. 전체 길이 507 km인 노선은, 샹위 철로 구노선과 평행을 이루며, 설계 최고속도는 160km로, 객차 평균속도를 시속 105km 이상으로 끌어올릴 수 있어 샹위 철로 구노선에 비해 속도가 훨씬 빠르다.
건설 비용은 147억 3000만 위안이며, 건설기간은 4년이다. 한강, 자링강(嘉陵江) 수계를 가로지르며, 안캉분지, 남친링산맥, 다바산맥을 지나 남서지방에서 화베이, 화중, 화둥, 서북 등을 연결하는 중요한 철도 노선이다. 분기선이 길고 교각 비율이 높아 “공중 지하철(空中地铁)”이라 불린다. 지질이 복잡하여 전문가에 의해 “지질박물관(地质博物馆)”이라고 불리고 있다. 철도 건설자들은 한계에 도전하여 기한 내 개통 운영을 실현하였다.

### 건설 역사
- 2005년 8월 13일: 양위 철도 2선 충칭에서 산시-안캉 구간까지의 공사는 사핑댐 징커우 공업 단지에 기초를 두었다.[1]
- 2009년 6월 27일: 양위 철도 2선 샹양-안캉 구간 건설 개통[2]
- 2009년 10월 31일: 샹위 철로 2선 정식 개통[3]

## 샹위 복선철도의 통합
샹위 철로의 2선이 건설되었을 때, 기존선과의 길이가 400km나 차이가 나기 때문에, 샹위 철로는 구·신선이 각각 상행(하행)으로 분리된 선로가 아니며, 구·신선은 한 줄 길이가 구·신선 총연장의 절반 정도인 복선철도로 통합됐다. 상행(하행) 열차가 달리는 동안 신선과 가존선을 번갈아간다. 그래서 통합 후 샹위 철로는 약 700km의 복선철도이다.

## 의의
샹위 철로는 중국 화베이, 중남, 서남 지구를 연결하는 주요 교통 간선이다. 후베이, 산시(섬서), 쓰촨, 충칭의 4개 성·시를 가로지르며, 샹양에서 한단 철로·자오지 철로와 연결되고, 안캉에서 양안 철로, 시캉 철로와 연결되고, 충칭에서 청위 철로·위첸 철로, 위화이 철로, 쑤이위 철로와 연결된다.